# Neuenegg
Neuenegg es una comuna suiza del cantón de Berna, situada en el distrito administrativo de Berna-Mittelland. Limita al norte con las comunas de Mühleberg y Berna, al este con Köniz, al sur con Ueberstorf (FR), Wünnewil-Flamatt (FR) y Bösingen (FR), y al oeste con Laupen.
Hasta el 31 de diciembre de 2009 situada en el distrito de Laupen.

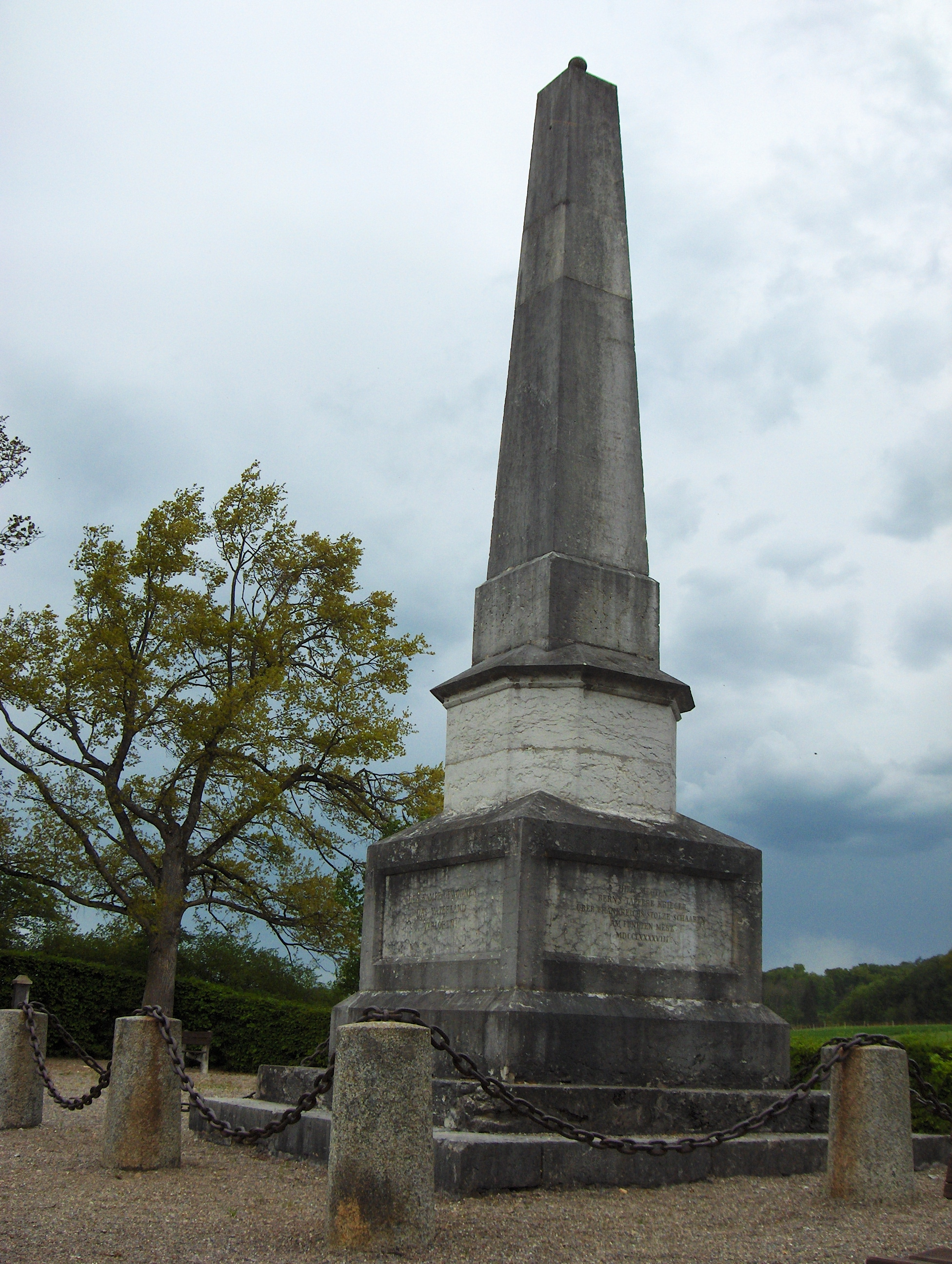
Monumento a la batalla de Neuenegg de 1798.